# Porius papuanus
Porius papuanus là một loài nhện trong họ Salticidae.
Loài này thuộc chi Porius. Porius papuanus được Tord Tamerlan Teodor Thorell miêu tả năm 1881.